# No Hero
Не герой (англ. No Hero) — серия комиксов, написанная Уорреном Эллисом и нарисованная Хуаном Хосе Рипом. Комикс издан Avatar Press.

## Сюжет

### Пролог
В 1966 году в Сан-Франциско возникла группа сверхлюдей под руководством химика Кэррика Мастерсона, чей уникальный препарат NF-7, дал этим людям невероятную силу. Назвав себя Уравнителями, этот единый фронт стал против уличных преступлений и коррупции, в защиту своего города от любых посягательств. Они всегда были готовы прийти на помощь, не требуя ничего взамен. В 1977 году  Уравнители сменили своё название и стали Линией фронта. В 2011 полиция находит в подвале заброшенного дома растерзанное тело члена Линии фронта Джадекса. На вызов полицейских прибывает Доктор Хитрец, ещё один член Линии фронта, когда он подходит к телу Джадекса срабатывает датчик движения и происходит взрыв. Оба сверхчеловека погибают.

### Развитие основного сюжета
В Сан-Франциско хоронят убитых Доктора Хитреца и Джадекса. На похоронах присутствует лидер Линии фронта Кэррик Мастерсон. После похорон, перед тем как сесть в машину и уехать с кладбища Мастерсон говорит одному из своих помощников о необходимости найти замену убитым. А сидя в машине, он говорит, что расправившееся  с Доктором Хитрецом наверняка очень многое знали об особенностях воздействия препарата NF-7 на организм человека. 
В это самое время в своей квартире мужчина по имени Джош Карвер  смотрит  по телевизору передачу, посвященную Линии фронта. Одновременно с этим Карвер тренируется. Он хочет стать новым членом Линии фронта. 
Каждую ночь Джош Карвер отправляется патрулировать улицы.  Однажды он спасает молодую пару от нападения грабителей, при этом убивая одного из нападавших, после чего сразу же сталкивается с Кэрриком Мастерсоном. Вместе со своей помощницей, Мастерсон беседует с Карвером, чтобы выяснить причину, по которой тот хочет вступить в ряды Линии фронта. В итоге, Мастерсон соглашается принять Карвера в Линию фронта.

## Коллекционное издание
Серия была собрана в отдельное издание:
- No Hero (192 страницы, Avatar, январь 2010, ISBN 1-59291-084-X, книга в твердом переплете издания с ограниченным тиражом, ISBN 1-59291-085-8)